# Диссль, Густав
Густав Диссль (нем. Gustav Diessl; 30 декабря 1899, Вена, Австро-Венгрия — 20 марта 1948, Вена, Австрия) — австрийский актёр театра и кино.

## Биография
Родился в семье филолога. Изучал скульптуру и живопись в Венской школе прикладного искусства.
В 1916 году дебютировал на сценах венских театров. Творческую деятельность, прервала Первая мировая вона. В 1916 году был призван в горные войска Австро-Венгрии. Попал в плен, через год вернувшись на родину, стал учиться на сценографа, но бросил учёбу и вновь занялся актёрством. В 1921 году впервые выступил на сцене Нового Венского театра (Neue Wiener Bühne). В том же году впервые снялся в фильма «Im Banne der Kralle» небольшой венской компании «Dreamland-Film».
Позже много снимался в итальянском кинематографе времён Второй мировой войны. Заметной ролью стал лейтенант фон Шилль в пропагандистском фильме нацистской Германии «Кольберг» (1945).
С 1921 года до своей смерти сыграл в 64 фильмах.
Вторым браком был женат на актрисе Камилле Хорн, затем — на певице Марие Чеботарь.
Умер после перенесенных двух инсультов. Похоронен на венском Дёблингском кладбище.

## Избранная фильмография
- 1923 — Винета. Затонувший город / Vineta. Die versunkene Stadt
- 1924 — Санин / Sanin
- 1925 — Месть фараонов / Die Rache der Pharaonen — Хуссейн Кемаль
- 1928 — Ложный путь / Abwege — Томас Бек
- 1928 — Живой труп / Der lebende Leichnam — Виктор Михайлович Каренин
- 1929 — Ящик Пандоры / Die Büchse der Pandora — Джек Потрошитель
- 1929 — Свадьба / Die Ehe
- 1929 — Белый ад Пиц Палю / Die Weiße Hölle vom Piz Palü — Доктор Йоханнес Крафт
- 1930 — Западный фронт, 1918 / Westfront 1918: Vier von der Infanterie — Карл
- 1930 — Лейтенант, ты когда-то был со своими гусарами / Leutnant warst Du einst bei deinen Husaren
- 1930 — Большая тоска / Die Grosse sehnsucht — Густав Диссль
- 1932 — Атлантида / Die Herrin von Atlantis — Морханж
- 1933 — S.O.S. Айсберг / S.O.S. Eisberg — Профессор, доктор Карл Лоренц
- 1933 — Завещание доктора Мабузе / Dr. Mabuses Testament — Томас Кент
- 1936 — Москва — Шанхай / Moskau — Shanghai — Сергей Смирнов
- 1937 — Индийская гробница / Das Indische Grabmal — Саша Демидофф, инженер
- 1938 — Эшнапурский тигр / Der Tiger von Eschnapur — Саша Демидофф, инженер
- 1938 — Каучук / Kautschuk — Дон Алонзо де Рибейра
- 1939 — Я отказываюсь от показаний / Ich verweigere die Aussage
- 1941 — Комедианты / Komödianten — Эрнст Бирон, граф Курляндский
- 1941 — Menschen im Sturm — Александр Освати
- 1945 — Кольберг — лейтенант фон Шилль
- 1948 — Процесс / Der Prozeß — Обвинитель Оба